# Emilie Kurz
Pour les articles homonymes, voir Kurz.
Emilie Maria Kurz, nom d'épouse Obogi, née le 17 juillet 1874 à Troppau (Autriche-Hongrie) et morte sans doute en 1934, est une actrice autrichienne ayant joué sur les scènes de théâtre et dans le cinéma allemand.

## Biographie
Emilie Kurz naît le 17 juillet 1874 à Troppau (actuellement Opava en Tchéquie), fille d'August Kurz (1828-1903), directeur principal de longue date du théâtre Wallner sous Theodor Lebrun. Elle fait ses études dans une école du monastère à Osterhofen, en Bavière. Peu avant le tournant du siècle, Emilie Kurz commence à jouer au théâtre. Au début des années 1900, elle est membre de l'ensemble du Deutsches Theater Max Reinhardt pendant onze ans. Après la Première Guerre mondiale, elle joue également dans d'autres théâtres berlinois tels que le Centraltheater, le Theatre Thalia et le Sozialhygienischen Bühne Berlin. Elle y rencontre des personnalités importantes telles que Emil Jannings, Ludwig Berger et Ernst Lubitsch.
Au milieu de la Première Guerre mondiale, son collègue du Deutsches Theater, Paul Wegener, l'attire au cinéma et lui donne deux rôles dans ses productions Rübezahls Hochzeit et Le Golem et le Danseur. Dans le cinéma des années 1920 comme sur scène, Emilie Kurz est désormais de plus en plus utilisée dans des rôles de « drôles de vieillards ». Elle incarne des mères de toutes sortes ainsi que des tantes et des gouvernantes. F.W. Murnau l'engage à plusieurs reprises pour ses productions théâtrales, où Emilie Kurz livre des représentations concises de personnages dans des rôles de soutien.
Emilie Kurz, mariée à Obogi, était de confession juive, mais abandonne le judaïsme en 1902. La question de savoir si sa disparition des yeux du public en 1934 après son dernier petit rôle dans la version cinématographique de Peer Gynt de Fritz Wendhausen est liée au national-socialisme, qui vient de s'établir en Allemagne, ne peut actuellement être clarifiée. La date de décès en 1934 n'est pas non plus prouvée et doit donc au moins être considérée comme discutable.

## Filmographie
- 1916 : Rübezahls Hochzeit de Paul Wegener
- 1917 : Der Golem und die Tänzerin  de Paul Wegener
- 1917 : Ossi’s Tagebuch  d'Ernst Lubitsch
- 1919 : Die Tochter des Mehemed d'Alfred Halm : Biskra
- 1919 : Tötet nicht mehr! de Lupu Pick
- 1920 : Der Staatsanwalt – Vera-Filmwerke
- 1922 : La Terre qui flambe (Der brennende Acker) de Friedrich Wilhelm Murnau
- 1923 : Der verlorene Schuh
- 1923 : L'Expulsion (Die Austreibung)  de Friedrich Wilhelm Murnau
- 1924 : Le Dernier des hommes (Der letzte Mann) de Friedrich Wilhelm Murnau : la tante du fiancé
- 1925 : Die gefundene Braut
- 1926 : Manon Lescaut d'Arthur Robison
- 1926 : Schwester Veronica
- 1927 : Ramper, der Tiermensch
- 1927 : Der Kampf des Donald Westhof
- 1932 : Strich durch die Rechnung
- 1933 : Sag' mir, wer Du bist
- 1934 : Peer Gynt de Fritz Wendhausen

## Littérature
- Kurt Mühsam, Egon Jacobsohn, Lexikon des Films, Verlag der Lichtbildbühne, Berlin, 1926, p. 101.